# Mantinge
Mantinge (Drents: Maanting) is een esdorp in de gemeente Midden-Drenthe, in de Nederlandse provincie Drenthe. 
Het dorp Mantinge ligt te midden van enkele grote natuurgebieden. Het Mantingerveld met het Mantingerzand ten zuiden, het Balingerzand ten zuidoosten, en het Mantingerbos en omliggende Mantingerweiden ten noordwesten van het dorp. Het Mantingerveld en de Mantingerbos- en weiden zijn in het bezit van en worden beheerd door Natuurmonumenten. Het dorp ligt ten zuidwesten van Garminge en Balinge, samen vormen ze de Broekstreek.

## Geschiedenis
Het dorp werd voor het eerst vermeld in officiële documenten in 1335. De exacte spelling van het dorp heeft gevarieerd van Mantinc (1335), Mantinghe (1408) en Mantinge (vanaf 1525).
In 1840 had het dorp 96 inwoners en 15 huizen waarna het langzaam groeide. In 2012 had het dorp 200 inwoners en in 2023 375 inwoners.
Vanwege de hoge werkloosheid in Nederland werd in het kader van de werkverschaffing in Mantinge in 1939 een werkkamp opgericht genaamd Kamp Mantinge voor maximaal 240 mannen. In eerste instantie was het werkkamp bedoeld voor arbeiders uit de steden. Dit veranderde tijdens de Tweede Wereldoorlog. Het werd toen een dwangarbeiderskamp voor Joden. Kamp Mantinge was het enige kamp waar de joodse spijswetten werden gevolgd. Het kamp had joods personeel in de keuken. Veel joden uit kamp Mantinge zijn later doorgevoerd naar kamp Westerbork en naar kampen in Oost-Europa zoals Auschwitz en hebben de oorlog niet overleefd. Werkkamp Mantinge is een groot deel van de Tweede Wereldoorlog gebruikt als werkkamp voor Joden. 
De Heidemij had de leiding over Kamp Mantinge en heeft de meeste joden geen geld betaald voor hun werk. De Heidemij is nu onderdeel van ARCADIS welke van mening was dat het geen schuld had aan het niet uitbetalen van joodse arbeiders. In 1998 hebben verschillende voormalige joodse dwangarbeiders een rechtszaak aangespannen en is er uiteindelijk een schadevergoeding van 150.000 gulden betaald aan 11 voormalige joodse dwangarbeiders. Op de locatie van Kamp Mantinge is later een boerenbedrijf gevestigd.
Het dorp behoorde tot 1998 tot de gemeente Westerbork. Sinds 1998 valt Mantinge onder de gemeente Midden-Drenthe. 

## Bekende personen
Striptekenaar Jan Kruis (1933-2017) heeft in deze plaats gewoond.
Hoofdplaats: Beilen

Overige kernen: Alting · Balinge · Beilervaart · Bovensmilde · Brunsting · Bruntinge · De Polle · Drijber · Elp · Eursing · Eursinge · Garminge · Hijken · Hijkersmilde · Holthe · Hoogersmilde · Hooghalen · Klatering · Laaghalen · Laaghalerveen · Lieving · Lievingerveld · Makkum · Mantinge · Nieuw-Balinge · Norgervaart (deels) · Oosthalen · Oranje · Orvelte · Pesse (deels) · Smalbroek · Rheeveld · Smilde · Spier (deels) · Terhorst · Westerbork · Wijster · Witteveen · Zuidveld · Zwiggelte

Drenthe: Steden en dorpen      Nederland: Provincies · Gemeenten